# 676

## Hlavy států
- Papež – Adeodatus (672–676) » Donus (676–678)
- Byzantská říše – Konstantin IV. Pogonatos
- Franská říše – Theuderich III. (675–691)
  - Austrasie – Chlodvík III. (675–676) » Dagobert II. (676–679)
- Anglie
  - Wessex – Æscwine » Centwine
  - Essex – Sighere + Sebbi
- Bulharsko
  - Volžsko-Bulharský chán – Kotrag (660–700/710)